# Louis Ier (grand-duc de Bade)
Pour les articles homonymes, voir Louis Ier.
Louis Ier de Bade, né le 9 février 1763 à Karlsruhe et mort le 30 mars 1830 dans la même ville, est grand-duc de Bade de 1818 à 1830.

## Famille
Il est le fils de Charles Ier de Bade et de Caroline-Louise de Hesse-Darmstadt.

## Biographie
Troisième fils du margrave Charles-Frédéric, le prince Louis n’est pas destiné à régner ; aussi est-il orienté vers la carrière des armes et devient officier dans l'armée prussienne. Il participe aux batailles de la Première Coalition contre la France révolutionnaire. En 1793, il revient en Bade et est un conseiller très écouté de son père, devient ministre de l’Intérieur, puis quand le margraviat est élevé au rang de grand-duché par Napoléon Ier, ministre des Finances. Après la mort accidentelle de son frère aîné en 1801, son père, le margrave Charles-Frédéric, âgé de 73 ans, se repose beaucoup sur lui. Louis, peut-être complice de la seconde épouse de son père, la comtesse Hochberg, qui désire conserver le pouvoir, met sous son influence son neveu, le prince héritier âgé de 15 ans (futur Charles II de Bade) en l’entraînant dans ses débauches.
En 1806, le margraviat devient grand-duché et entre dans la confédération du Rhin sous la protection de Napoléon Ier. L’empereur des Français n’ayant pas confiance en ce prince prussophile, débauché et manipulateur, le fait disgracier et marie Charles II à sa fille adoptive, Stéphanie de Beauharnais. Le prince Louis ne peut revenir à la cour de Karlsruhe qu'après la mort de son père en 1811 ; il s'est assuré les faveurs de Charles II, le nouveau grand-duc, son neveu désormais âgé de 25 ans qu'il a entraîné dans ses débauches. Usé prématurément par les plaisirs, le jeune grand-duc meurt prématurément en 1818 sans laisser de fils.
Le prince Louis de Bade succède à son neveu sous le nom de Louis Ier. Débauché notoire, il est soupçonné d'avoir été l'amant de sa jeune belle-mère Louise Geyer de Geyersberg, comtesse Hochberg, et la rumeur courait qu'il était le « père de ses frères ». D’aucuns se demandent également si Louis et la comtesse Hochberg jouent un rôle dans la disparition du petit prince héritier, fils de Charles II, qui serait réapparu en 1828 sous les traits de Kaspar Hauser après une longue détention secrète. 
Nonobstant, Louis assume la succession de son neveu. En 1825, il crée l’École polytechnique de Karlsruhe. Il ne se marie jamais alors même que sa dynastie légitime allait s’éteindre, peut-être en conséquence d'un chantage exercé par la comtesse Hochberg, qui désirait que ses fils montent sur le trône de Bade.
Louis Ier meurt en 1830. Sa mort sembla suspecte à ses contemporains. Avec lui s'éteint la branche directe de Bade-Durlach. Son demi-frère, fils aîné de la comtesse Hochberg et du feu grand-duc Charles Frédéric, lui succède sous le nom de Léopold Ier.
Louis Ier de Bade appartient à la quatrième branche de la maison de Bade, elle-même issue de la première branche de la maison ducale de Bade ; il appartient à la lignée de Bade-Durlach dite lignée ernestine fondée par Ernest de Bade-Durlach. Cette lignée est représentée de nos jours par le prince Maximilien de Bade.